# Hokejová reprezentace Čech v sezóně 1910/1911
Pro naprostý nedostatek ledu se v sezóně 1909/10 neodehrálo ani jediné utkání reprezentace, která se tak nezúčastnila prvního mistrovství Evropy v Les Avants. V následující sezóně 1910/11 to s ledem nebylo o mnoho lepší, přesto se předseda svazu Emil Procházka rozhodl národní tým přihlásit na mistrovství Evropy, které se mělo konat v únoru v Berlíně. Ještě před šampionátem pozval sekretář hokejového svazu Josef Laufer jako sparingpartnery týmu Oxford Canadians. Nejprve se proti studentům z Oxfordu 6. ledna postavila Slavia Praha a prohrála 0:12. Následující den národní tým dosáhl přijatelného výsledku 0:4. Jelikož přestalo mrznout a led odplaval, další příprava musela probíhat na sucho v klubovně na Vendelínce a tenisových dvorcích. Přesto reprezentanti na mistrovství Evropy dosáhli proti týmům, které mohly trénovat po celou sezónu na umělé ledové ploše, překvapivých výsledků a celý turnaj vyhráli.

## Přehled mezistátních zápasů
| Pořadí | Datum                      | Soupeř    | Výsledek        | Soutěž                  | Místo utkání |
| 5.     | 15. února 1911 (odpoledne) | Švýcarsko | 13:0 (8:0, 5:0) | Mistrovství Evropy 1911 | Berlín       |
| 6.     | 15. února 1911 (večer)     | Německo   | 4:1 (1:1, 3:0)  | Mistrovství Evropy 1911 | Berlín       |
| 7.     | 17. února 1911             | Belgie    | 3:0 (2:0, 1:0)  | Mistrovství Evropy 1911 | Berlín       |

## Bilance sezóny 1910/11
| Soupeř    | Zápasy | Výhry | Remízy | Prohry | Skóre |
| --------- | ------ | ----- | ------ | ------ | ----- |
| Belgie    | 1      | 1     | 0      | 0      | 3:0   |
| Německo   | 1      | 1     | 0      | 0      | 4:1   |
| Švýcarsko | 1      | 1     | 0      | 0      | 13:0  |
| Celkem    | 3      | 3     | 0      | 0      | 20:1  |

## Reprezentovali v sezóně 1910/11
| Post    | Hráč             | Zápasy | Branky | Klub            |
| ------- | ---------------- | ------ | ------ | --------------- |
| Brankář | Jaroslav Hamáček | 3      | 1      | SK Slavia Praha |

| Post     | Hráč               | Zápasy | Branky | Klub                       |
| -------- | ------------------ | ------ | ------ | -------------------------- |
| Obránci  | Jan Fleischmann    | 3      | 0      | SK Slavia Praha            |
|          | Jan Pallausch      | 3      | 0      | Česká sportovní společnost |
| Záložník | Otakar Vindyš      | 3      | 2      | SK Slavia Praha            |
| Útočník  | Jaroslav Jarkovský | 3      | 9      | SK Slavia Praha            |
|          | Jaroslav Jirkovský | 3      | 5      | SK Slavia Praha            |
|          | Josef Rublič       | 2      | 0      | Česká sportovní společnost |
|          | Josef Šroubek      | 2      | 4      | Česká sportovní společnost |

## Další zápas reprezentace
| Datum         | Soupeř           | Výsledek       | Soutěž    | Místo utkání |
| 7. ledna 1911 | Oxford Canadians | 0:4 (0:4, 0:0) | přátelsky | Praha        |

 Čechy -  Oxford Canadians  0:4 (0:2, 0:2)
7. ledna 1911 (15:30) - Praha (kluziště na Letné)

Branky Oxford Canadians: 1. poločas - 5. Robert Tait, 9. John Higgins. Ve druhém poločase vstřelili branky v 3. a 19. minutě (Národní listy), nebo v 7. a 18. minutě (Národní politika) John Higgins, Ernest Munro. 

Rozhodčí: Karel Herites (Čechy).
Oxford Canadians: Gustave Lanctot - Christopher Adamson, W. Martin - Ernest Munro - Howard Henry, John Higgins, Robert Tait.
Čechy: Karel Wälzer - Jan Fleischmann, Jan Pallausch (Palouš) - Jaroslav Jirkovský - Otakar Vindyš, Jaroslav Jarkovský, Karel Hartmann.